# O Milagre de Ourique (Domingos Sequeira)
O Milagre de Ourique é uma pintura a óleo sobre tela do pintor português Domingos Sequeira realizada em 1793 e que está em exposição no Museu Louis-Philippe do Palácio de Eu em França.
Tendo sido um dos quadros que Domingos Sequeira elaborou quando se candidatou ao lugar de pintor régio, o Milagre de Ourique representa os momentos antecedentes da Batalha de Ourique e explicitamente a aparição de Cristo a D. Afonso Henriques que, segundo a tradição, lhe assegurou a vitória na peleja e nas futuras batalhas.
O Milagre de Ourique, que havia sido levado para o Brasil pela família real em 1807, foi redescoberto, em 1986, pelo historiador e crítico de arte José-Augusto França, no Palácio d'Eu, na Alta Normandia. Esta grande tela que foi executada em Roma quase em simultâneo com a Alegoria à Fundação da Casa Pia levou J-A. França a classificar ambas as obras como filiadas no neoclassicismo romano.

## A Batalha de Ourique
Não existem dados ou documentação que comprovem com rigor o local e a data da ocorrência da Batalha de Ourique segundo o historiador José Mattoso. Quanto ao lugar da contenda têm sido apontadas povoações do mesmo nome perto de Leiria e no Baixo Alentejo. Também não foi possível identificar o rei Esmar, nem Homar Atagor, sobrinho do rei Ali mencionados nos Anais de D. Afonso que teriam sido derrotados. A coincidência da data da batalha com o dia de S. Tiago, patrono dos Cristão na luta com os Mouros, acentua o simbolismo da admirável vitória, mas também não dá garantias de verdade.
O certo é que a importância da batalha não cessou de crescer ao longo do tempo e que se foram tecendo em torno dela uma série de relatos maravilhosos destinados a conferir-lhe um significado simbólico. A mitificação do acontecimento resulta, sem dúvida, da pretensão de associá-lo à fundação do Estado português e à aclamação do primeiro rei com bênção divina.
Deixando de lado o significado ideológico da lenda, e do pouco objectivo que se conhece, podemos admitir que, no verão de 1139, Afonso Henriques comandou um fossado com forças mais numerosas do que habitualmente e que apesar de ter sido atacado, ou de ele próprio ter atacado um exército considerável, regressou cheio de glória ao território cristão, tendo Ourique sido a sua primeira grande vitória contra os Mouros.
O regresso de Afonso Henriques a Coimbra, capital na altura do Condado Portucalense, coincidiu com a do arcebispo João Peculiar que acabava de chegar do Segundo Concílio de Latrão onde recebera do próprio Papa Inocêncio II o pálio arquiepiscopal, o que contribuiu para atribuir um significado especial ao acontecimento a que os clérigos aproveitaram para dar relevo e para exortar os cristãos à guerra santa.
De qualquer modo, a vitória foi tão importante que Afonso Henriques decide auto proclamar-se Rei de Portugal tendo a sua chancelaria começado a usar a intitulação Rex Portugallensis (Rei dos Portucalenses) a partir de 1140.

## A Lenda
Associada à batalha surgiu no século XV a lenda do Milagre de Ourique. segundo a qual, antes da batalha, Cristo teria surgido a D. Afonso Henriques e que lhe tinha dito IN HOC SIGNO VINCES (do latim, «Com este sinal vencerás!»), assegurando-lhe a vitória e a protecção futura do reino.
Desta forma a independência de Portugal assentava na vontade expressa de Deus. Esta lenda surgiu em 1485 (três séculos após a batalha), quando Vasco Fernandes de Lucena, embaixador de D. João II enviado ao papa Inocêncio VIII, incluiu no relato da Batalha de Ourique o aparecimento de Cristo. No século XVII, o frade alcobacense Bernardo de Brito reelaborou a lenda pormenorizando-a e reforçando a sua importância. A lenda surgiu e foi reforçada em dois momentos em que Portugal necessitava de consolidar a sua independência e autonomia. A partir do século XIX a lenda foi posta em causa, primeiro por Herculano e posteriormente pela moderna historiografia.
Para Alexandre Herculano, “Discutir todas as fábulas que se prendem à jornada de Ourique fora [seria] processo infinito. A da aparição de Cristo ao príncipe antes da batalha estriba-se em um documento tão mal forjado que o menos instruído aluno de diplomática o rejeitará como falso ao primeiro aspecto”.
Já para Camilo Castelo Branco, sem crispações e com alguma ironia, Ourique e o seu poder taumatúrgico não eram mais do que uma pia tradição, mas a sua posição diferia da estritamente científica de Herculano. Enquanto Herculano considerou o “milagre absurdo e inútil do aparecimento do Cristo”, Camilo afirmava que talvez fosse absurdo, porque historicamente infundado, mas não inútil, porque era funcional, “querido do povo, sempre apaixonado pelo maravilhoso”, pertencendo à sua “herança de crenças” e, em suma, entrando no paradigma dos grandes mitos das nações, como o da “passagem do mar vermelho” ou o da “voz do Eterno no alto do Sinai”.
Mas a Batalha de Ourique e a lenda que lhe está associada marcaram de tal forma o imaginário do povo português que se encontra plasmado na Bandeira de Portugal: cinco escudetes azuis (cada qual com cinco besantes brancos), representando os cinco reis mouros vencidos na batalha.

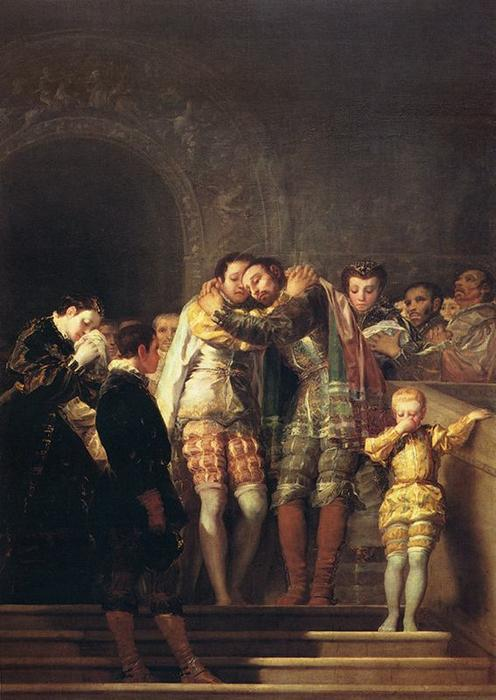
S. Francisco de Borja despede-se da família (1788), Goya, Catedral de Valência

## Apreciação crítica
Para além de O Milagre de Ourique, no período de 1793-1794, durante a sua estadia em Roma, Domingos Sequeira executou ou prosseguiu algumas importantes composições, entre as quais Alegoria à Fundação da Casa Pia e Pregação de São João Baptista (Palácio Ducal de Vila Viçosa).
Analisando a obra de Domingos Sequeira, J-A. França considera dois momentos distintos: alinha-o, por um lado, com o período neoclássico que se encontrava no apogeu quando da sua primeira permanência em Roma, entre 1788 e 1795 e, por outro, pela sua posição no surgimento do movimento romântico, designadamente com a sua participação no Salão de Paris de 1824.
Para Varela Gomes, o «Milagre de Ourique» (t. 1794) é uma típica figuração do «barroquismo pré-romântico»
Já para Jeanine Baticle, o Milagre de Ourique de Domingos Sequeira é uma obra que se situa numa corrente de pintura de história medieval e renascentista que floresceu antes da Revolução Francesa, e compara-a numa interpretação própria dos costumes do passado com a obra S. Francisco de Borja despede-se da família de Goya.

## Ligação externa
- Página web do Château d'Eu,